# Liturgusidae
 (novembre 2024).
Si vous disposez d'ouvrages ou d'articles de référence ou si vous connaissez des sites web de qualité traitant du thème abordé ici, merci de compléter l'article en donnant les références utiles à sa vérifiabilité et en les liant à la section « Notes et références ».
Famille
Les Liturgusidae sont une petite famille d'insectes appartenant à l'ordre des Mantodea. On retrouve 65 espèces divisées en 17 genres. Les espèces de cette famille se camouflent à merveille sur l'écorce des arbres. On retrouve les Liturgisidae en Australie, en Indonésie, en Amérique centrale, en Amérique du Sud et dans le sud-est des États-Unis

## Description
Chez les Liturgusidae, la tête est de forme triangulaire et les yeux sont nettement exorbités. Les antennes sont filiformes et relativement fines. Les pièces buccales sont de type broyeur et elles se retrouvent à l'avant de la tête.

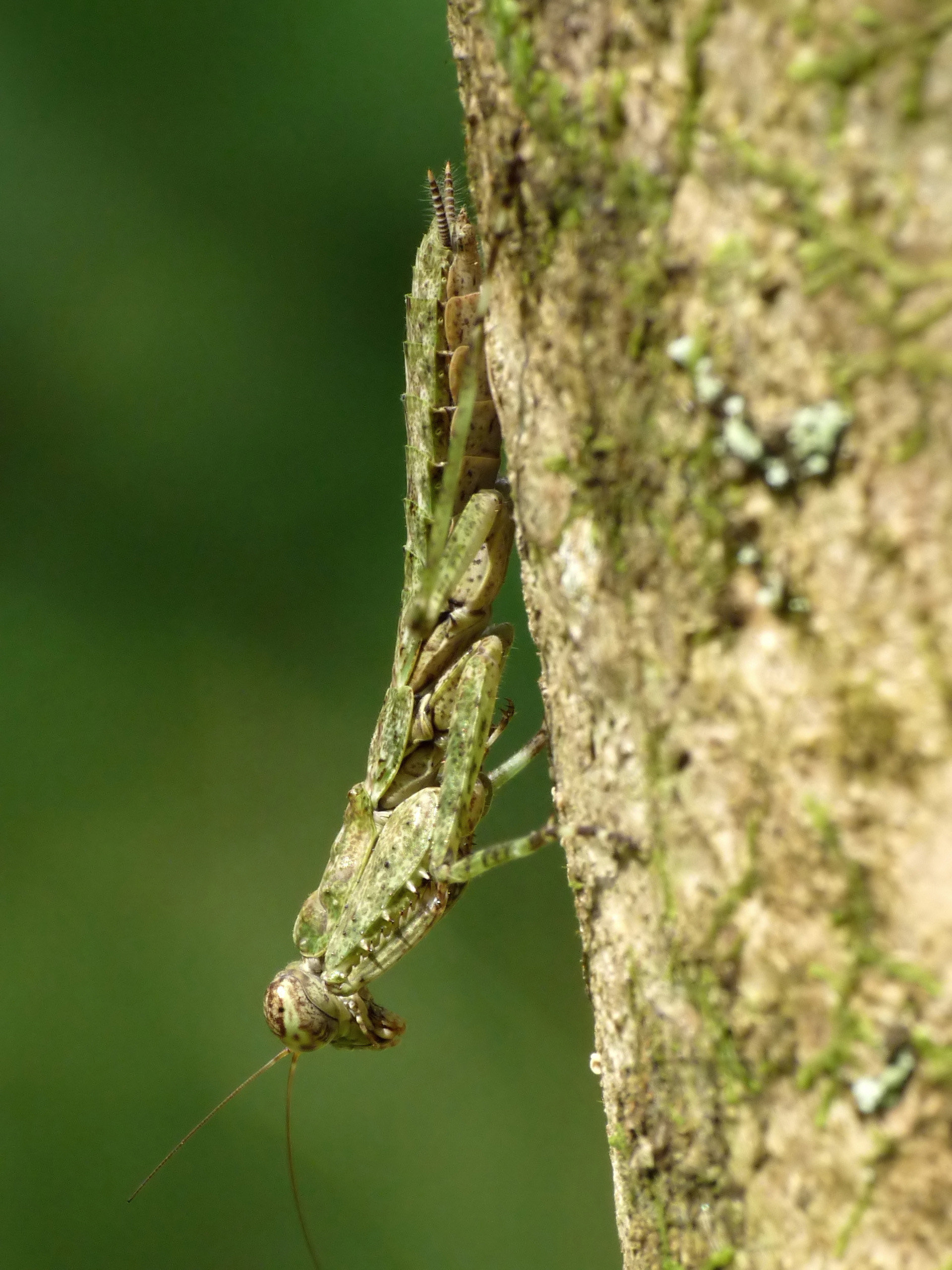
Humbertiella similis camouflée sur l'écorce d'un arbre

Chez cette famille, le corps et les ailes antérieures sont de coloration brune à verte et imitent à merveille l'écorce d'un arbre. 
Comme tous les représentants des Mantodea, ils possèdent des pattes ravisseuses ou raptoriales. Elles s'en servent pour capturer et maintenir leur proie. Chez ce groupe, l'épine antérieure du fémur est sensiblement semblable aux autres et il y a une fosse entre la première et la seconde épine externe. 

## Cycle de vie
Comme tous les membres de l'ordre des Mantodea, ils ont un développement hémimétabole qui se déroule en trois étapes principales : l'œuf, la nymphe et l'adulte. La nymphe est relativement similaire à l'adulte. Elle est cependant plus petite, ses ailes ne sont pas développées et ses organes sexuels ne sont pas encore à maturité. Dans certaines cas, elles ont une coloration différente des adultes. Au cours de sa croissance, la nymphe augmente en taille et mue cinq à dix fois. Elle ressemblera de plus en plus à l'adulte et c'est à la dernière mue, que les ailes finissent par se déployer complètement.

## Comportements
Les Liturgusidae présentent les mêmes comportements généraux que ceux décrits sur la page des Mantodea. 

### Camouflage
Les Liturgusidae font usage de leur coloration pour se fondre dans leur environnement. Elles imitent à la perfection l'écorce d'un arbre.

### Alimentation
La plupart des mantes sont exclusivement des prédatrices généralistes. Elles se nourrissent d'autres insectes et la composition de leur régime alimentaire varie avec l'âge. 

## Systématique
La famille des Liturgusidae a été décrite par l'entomologiste italien Ermanno Giglio-Tos en 1919.

### Taxinomie
Sous-famille : Liturgusinae Giglio-Tos, 1915.
Liste des genres
- Ciulfina Giglio-Tos, 1915
- Dactylopteryx Karsch, 1892
- Gonatista Saussure, 1869
- Gonatistella Giglio-Tos, 1915
- Hagiomantis Audinet-Serville, 1839
- Humbertiella Saussure, 1869
- Liturgusa Saussure, 1869[6]
- Liturgusella Giglio-Tos, 1915
- Majanga Wood-Mason, 1891
- Majangella Giglio-Tos, 1915
- Mellierella Giglio-Tos, 1915
- Pseudogousa Tinkham, 1937
- Scolodera Milledge, 1989
- Stenomantis Saussure, 1871
- Theopompa Stål, 1877
- Theopompella Giglio-Tos, 1915
- Zouza Rehn, 1911